# Bugatti Type 55

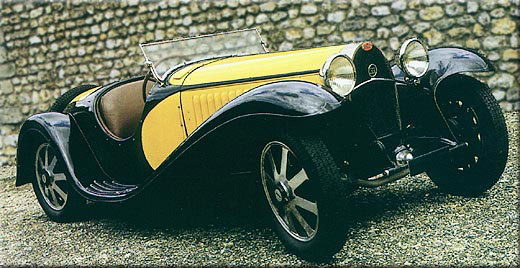
Bugatti Type 55

Bugatti Type 55 (Bugatti Type 55 Super Sport Rodster) був розроблений Етторе і Жаном Бугатті, який розробив дизайн 2-місного кузова типу родстер. Компанія "Bugatti" впродовж 1932-1935 рр. виготовила 38 машин.

## Технічні характеристики
Bugatti Type 55 був спортивним варіантом гоночного автомобіля Bugatti Type 54, що брав участь у Гран Прі 1931 р. На машині використали рядовий компресорний 8-циліндровий 12 клапанний мотор з Bugatti Type 51 об'ємом 2262 см³, потужністю 130 к.с (96 кВт) при 5000 об/хв, з карбюратором Zenith, двома верхніми розподільчими валами. На машині стояла 4-ступінчаста механічна коробка передач з Bugatti Type 49. Колісна база становила 2750 мм при вазі 816 кг. Машина розвивала 180 км/год.

## Історія
Bugatti Type 55 вперше стартував 1932 на гонці Мілле Мілья (Mille Miglia). Через технічний дефект гонщики Ахіл Варзі (англ. Achill Varzi) і Карло Кастелбарко (англ. Carlo Castelbarco) зійшли з дистанції. У 24-годинній гонці Ле Манс у червні 1932 узяло участь дві команди на Bugatti Type 55 - "15" з Луї Широном і Гуї Боріат, "16" з польським графом Станіславом Чайковським і Ернстом Фрідеріхом (заводський водій "Bugatti"). Екіпаж "15" зійшов на 23 колі, "16" на 180 колі через проблеми з паливними системами.
Ще два екіпажі на Bugatti Type 55 записались на гонку Ле Манс 1934. Один з них був дискваліфікований, інший не фінішував. Ще два екіпажі на гонці 1935 не фінішували.
Після війни Bugatti Type 55 брали участь у любительських гонках, коли Джон Віллмент на трасі Goodwood був другим, а інший під псевдо "Гастон" на гонці спортивних машин на Гран Прі Швейцарії 1953 прийшов четвертим.